# 波斯帝国成立2500周年庆典

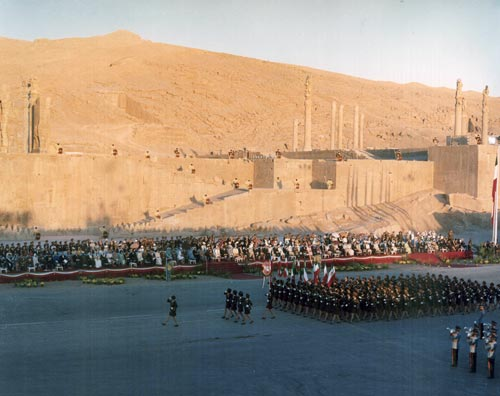
庆典时在波斯波利斯举行的阅兵式

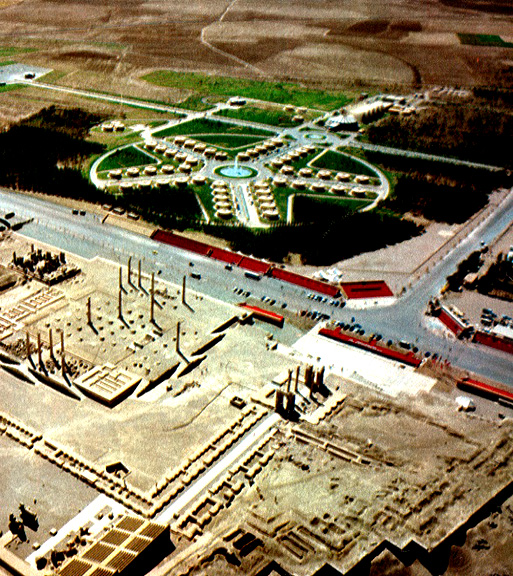
1971年波斯波利斯修建的帐篷城

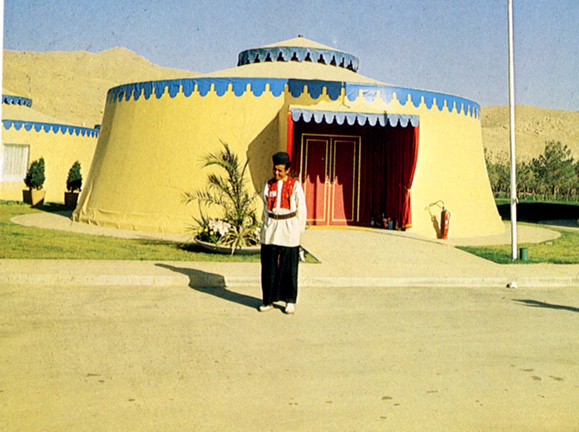
1971年波斯波利斯的帐篷

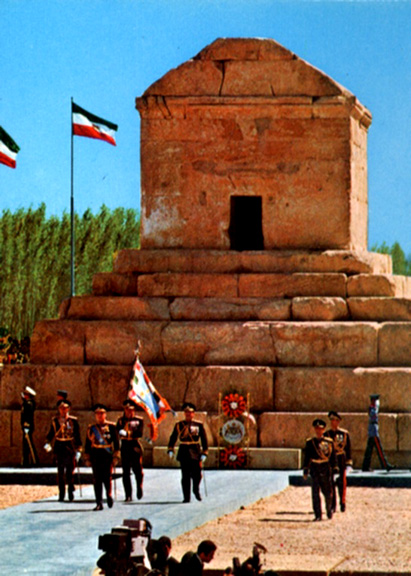
庆典在居鲁士大帝之墓前开始

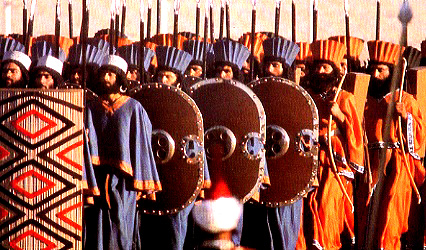
庆典中的长生军

波斯帝国成立2500周年庆典（波斯語：‎）是指伊朗帝国在1971年10月12日－16日举行的一系列纪念居鲁士大帝建立波斯帝国2500周年的庆典活动。庆典的目的旨在展现伊朗的悠久历史和伊朗沙阿穆罕默德·礼萨·巴列维治下取得的当代成就。

## 规划
庆典前进行了十多年的规划，官方确定了居鲁士文书作为庆典的象征，并决定主要的庆典活动将在设拉子附近的波斯波利斯古城举行。当地的基础设施被改善，修建了设拉子机场和连接波斯波利斯的高速公路，并在设拉子修建了一个精心规划的帐篷城以安置媒体和工作人员，附近的蛇和害虫也被清除。帕薩爾加德的居鲁士大帝之墓和德黑兰也被选为其他活动的举办场所。

## 准备
巴黎梅森·扬森室内设计公司承担了波斯波利斯的帐篷城（又名黄金之城）的规划，帐篷城占地0.65平方公里，参考了亨利八世和弗朗索瓦一世1520年的金帛盛会。建起了50座帐篷，外面由波斯传统帐篷布包裹，内部为奢华独栋结构。帐篷环绕中心喷泉围成星形，以模仿古时波斯波利斯的样子，每个帐篷都有通往出席贵宾国家的直线电话。最大的“荣耀帐篷”用来接待贵宾，而“宴会厅”为68x24米的建筑，是最大的建筑结构。场址的树木和其他植物都是从法国空运而来，整个场址设有卫星传送以便向世界直播会场的情况。
宴会服务是由巴黎马克西姆餐厅提供的，该餐厅关闭了其在巴黎的总店两周以为庆典提供服务。已经退休的经理Max Blouet亲临现场检查宴会的情况，Lanvin公司设计了宴会人员的制服。另外安排了250辆红色奔驰加长轿车以从机场接送贵宾。餐具由法国利摩日瓷器提供，织物则由博豪公司（Porthault）提供。
由于许多国家的领导人将出席这次宴会，因此会场安全非常重要。由于波斯波利斯与外界隔绝，该地得以充分戒备。伊朗王国的国家安全机构萨瓦克负责将所有可疑人员视为潜在破坏者并将其驱逐。

## 来访首脑

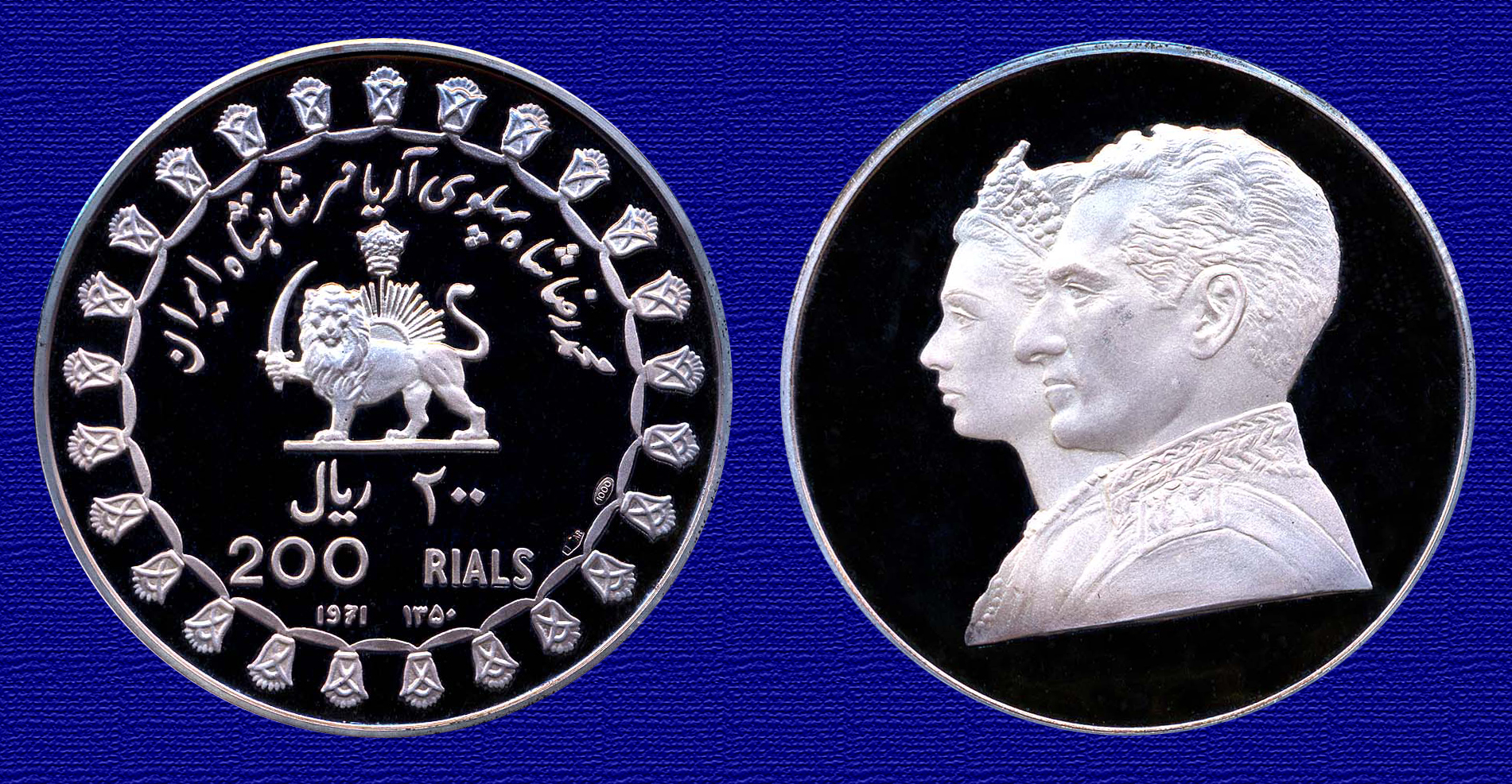
庆典的9枚金银纪念币，面值200伊朗里亞爾

英国女王伊丽莎白二世因治安问题未参加本次庆典，爱丁堡公爵菲利普亲王和安妮长公主代其出席了典礼。美国总统理查德·尼克松和法国总统乔治·蓬皮杜也曾计划前往参加但均未成行，尼克松最后改变了主意，派副总统斯皮罗·阿格纽代为出席。
出席的王室成员和政府首脑包括：

### 王室成员
- 衣索比亞 - 皇帝海尔·塞拉西一世
- 丹麦 - 国王弗雷德里克九世、英格丽德公主
- 比利时 - 国王博杜安、法比奥拉王后
- 约旦 - 国王侯赛因·本·塔拉勒、王后阿麗亞·埃·侯賽因
- 尼泊尔 - 国王马亨德拉、热特纳王后（英语：Queen Ratna of Nepal）
- 挪威 - 国王奥拉夫五世
- 巴林 - 埃米爾伊萨本·萨勒曼·阿勒哈利法
- - 艾哈迈德·本·阿里·阿勒萨尼
- 科威特 - 萨巴赫·萨利姆·萨巴赫
- 希腊 - 国王康斯坦丁二世、安妮-玛丽王后
- 阿曼 - 苏丹卡布斯·本·赛义德·阿勒赛义德
- 阿富汗王国 - 王子阿卜杜勒·瓦利·汗（英语：Abdul Wali Khan）、公主拜莱盖丝·卡莉达（英语：Bilqis Begum）
- 賴索托 - 国王莫舒舒二世
- 马来西亚 - 最高元首苏丹端姑阿都哈林
- 列支敦斯登 - 公爵法蘭茲·約瑟夫二世、公爵夫人乔治娜·冯·维尔切克（英语：Countess Georgina von Wilczek）
- 摩納哥 - 大公兰尼埃三世、大公夫人格蕾丝·凯利
- 盧森堡 - 让大公、大公夫人比利时公主约瑟芬夏洛特（英语：Princess Joséphine Charlotte of Belgium）
- 荷蘭 - 貝恩哈德親王
- 英国 - 爱丁堡公爵菲利普亲王、安妮公主
- 瑞典 - 王子卡尔十六世·古斯塔夫
- 西班牙 - 王子胡安·卡洛斯一世、索菲娅
- 義大利 - 末代国王维托里奥·埃曼努埃莱·迪·萨伏伊、玛丽娜王妃（英语：Marina, Princess of Naples）
- 日本 - 三笠宮崇仁親王、崇仁親王夫人百合子
- 泰國 - 王子 Bhanubandhu Yugala
- 摩洛哥 - 王子摩洛哥王子穆莱·阿卜杜拉（英语：Prince Moulay Abdallah of Morocco），夫人拉米亚
- - 王子马克霍西尼·德拉米尼（英语：Makhosini Dlamin）

### 政府首脑
- 阿联酋 - 总统扎耶德·本·蘇爾坦·阿勒納哈揚
- 奥地利 - 总统弗朗茨·乔纳斯（英语：Franz Jonas）
- 保加利亚 - 总统托多尔·日夫科夫
- 巴西 - 总统奧米利奧·梅迪西
- 芬兰 - 总统乌尔霍·卡勒瓦·吉科宁
- 土耳其 - 总统杰夫德特·苏奈
- 匈牙利 - 匈牙利主席团主席洛松齐·帕尔
- 捷克斯洛伐克 - 总统卢德维克·斯沃博达
- 中国 - 中国驻巴基斯坦大使张彤（代全国人民代表大会副委员长郭沫若）[4]
- 巴基斯坦 - 总统叶海亚·汗
- 黎巴嫩 - 总统苏莱曼·弗朗吉亚
- 加拿大 - 加拿大總督罗兰·米切纳（英语：Roland Michener）
- - 澳大利亚总督保罗·哈斯勒克（英语：Paul Hasluck）爵士
- 南非 - 总统雅各布斯·约翰尼斯·福歇（英语：Jacobus Johannes Fouché）
- 塞内加尔 - 总统利奥波德·塞达尔·桑戈尔
- 印度 - 总统瓦拉哈吉里·文卡塔·吉里
- 毛里塔尼亚 - 总统穆克塔尔·乌尔德·达达赫
- 達荷美 - 总统于贝尔·马加
- 羅馬尼亞 - 总统尼古拉·齐奥塞斯库，总统夫人、第一副总理埃列娜·齐奥塞斯库
- 瑞士 - 总统鲁道夫·格内吉（英语：Rudolf Gnägi）
- 法國 - 总理雅克·沙邦-戴尔马
- - 总理金鍾泌
- 義大利 - 总理埃米利奥·科隆博（英语：Emilio Colombo）
- 波蘭 - 人民大会副会长米奇斯瓦夫·克里曼斯谢夫斯基（英语：Mieczysław Klimaszewski）
- 西德 - 总理维利·勃兰特，德国联邦议院议长凯-乌维·冯·哈塞尔（英语：Kai-Uwe von Hassel）
- 葡萄牙 - 外交部长瑞·帕特里西奥（葡萄牙語：Rui Patrício (empresário)）
- 菲律賓 - 总统夫人伊梅尔达·马科斯
- 美国 - 副总统斯皮罗·阿格纽
- 苏联 - 苏联最高苏维埃主席团主席尼古拉·维克托罗维奇·波德戈尔内
- 梵蒂冈- 樞機主教马克西米利安·德·福斯坦贝格（英语：Maximilien de Furstenberg）
- 南斯拉夫 - 总统约瑟普·布罗兹·铁托、夫人约婉卡·布罗兹
- - 总统蒙博托·塞塞·塞科